# Avril 1811

## Événements
- La Russie proteste contre l’annexion par la France du duché d’Oldenburg à l’occasion d’une rencontre entre Tchernychev et Napoléon[1]. Rupture de l’entente franco-russe.

- 1er avril, Mexique : victoire des insurgés à la bataille de Puerto de Piñones[2].
- 3 avril : victoire anglo-portugaise à la bataille de Sabugal. Les troupes de Massénase replient vers l’Espagne le lendemain[3].
- 7 avril - 10 mai : blocus d'Almeida[3]. La situation semble se retourner au profit de Wellington et des guérilleros : Wellington assiège Almeida. Masséna tente de lui faire lever le siège.
- 10 avril  : surprise de Figuières par les insurgés espagnols. Les Français assiègent la place qui capitule le 19 août[4].
- 15 avril, Mexique : prise de Zacatecas par les insurgés[5].
- 21 avril : les Britanniques prennent possession des Seychelles[6].
- 22 avril - 12 mai puis du 18 mai - 18 juin : second siège de Badajoz. La garnison française résiste[7],[8].
- 25 avril : victoire des indépendantistes uruguayens à la bataille de San José[9].
- 28 avril : combat d’Azrou[10]. Le sultan du Maroc Mulay Slimane ne peut réprimer la révolte quasi générale des tribus berbères du Moyen Atlas, dirigée par Abou-Bekr Amhaouch.
- 30 avril - 3 mai, Mexique : victoire des insurgés à la bataille d'El Veladero[11].

## Naissances
- 11 avril : Emmanuel de Rougé (mort en 1872), égyptologue et philologue français.
- 22 avril : Ludwig Otto Hesse (mort en 1874), mathématicien allemand.
- 27 avril : Giuseppe Sapeto, explorateur et missionnaire italien († 25 août 1895).

## Décès
- 24 avril : Nicolas-Antoine Nouet (né en 1740), astronome français.